# Carlo Alberto Ferrero di Cavallerleone
Carlo Alberto Ferrero di Cavallerleone (* 29. Dezember 1903 in Turin, Italien; † 16. Juli 1969) war ein italienischer Geistlicher und römisch-katholischer Militärerzbischof von Italien.

## Leben
Carlo Alberto Ferrero di Cavallerleone empfing am 22. Dezember 1928 das Sakrament der Priesterweihe.
Am 28. Oktober 1944 ernannte ihn Papst Pius XII. zum Titularerzbischof von Trapezus und zum Militärerzbischof von Italien. Der Sekretär der Konsistorialkongregation, Raffaele Carlo Kardinal Rossi OCD, spendete ihm am 30. November desselben Jahres die Bischofsweihe; Mitkonsekratoren waren der Assessor der Kongregation für die orientalischen Kirchen, Kurienerzbischof Antonino Arata, und der Vizegerent für das Bistum Rom, Erzbischof Luigi Traglia.
Ferrero di Cavallerleone trat am 4. November 1953 als Militärerzbischof von Italien zurück. Er nahm an allen vier Sitzungsperioden des Zweiten Vatikanischen Konzils teil.